# USS Edsall (DD-219)
Pour les autres navires du même nom, voir USS Edsall.
L'USS Edsall (DD-219) est un destroyer de classe Clemson en service dans l'United States Navy pendant la Seconde Guerre mondiale. Il fut le premier navire baptisé sous le nom de Norman Edsall (en), un marin américain de la guerre hispano-américaine.
Le navire fut mis en service en 1920. Durant l'entre-deux-guerres, il effectue des missions en Méditerranée orientale dont la participation à l'évacuation des Grecs de Smyrne, puis est affecté dans le Pacifique, protégeant les intérêts américains durant la guerre sino-japonaise. Après l'attaque de Pearl Harbor, il va participer à des escortes de convois et de la chasse anti-sous-marine dans le Pacifique et l'océan Indien. 
Après un long combat naval avec des navires japonais supérieurs en nombre et puissance de feu, il est finalement coulé par un bombardier de l'aéronavale japonaise au large de l'île Christmas, à 350 km au sud de Java dans l'océan Indien. Il semble que les survivants du naufrage aient été exécutés par les Japonais. 

## Historique
Sa quille a été posée le 15 septembre 1919 au chantier naval William Cramp and Sons à Philadelphie, en Pennsylvanie. Il est lancé le 29 juillet 1920, parrainé par Mme Bessie Edsall Bracey, sœur de Norman Edsall, et mis en service le 26 novembre 1920 sous le commander A. H. Rice.
L'Edsall appareille de Philadelphie le 6 décembre 1920 pour sa croisière inaugurale vers San Diego, qu'il atteint le 11 janvier 1921. Le destroyer opère sur la côte ouest jusqu'en décembre, participant à des exercices de combat et à des exercices de tir au canon avec des unités de la flotte. De retour à Charleston le 28 décembre, l'Edsall reçoit l'ordre de se rendre en Méditerranée.
Il part le 26 mai 1922 et arrive à Constantinople le 28 juin. Le destroyer rejoint le détachement de la marine américaine dans les eaux turques pour protéger les ressortissants et les intérêts américains face à l'instabilité du Proche-Orient.
Il effectue de nombreuses missions importantes afin d'apaiser les relations internationales, notamment en aidant les pays à atténuer la famine d'après-guerre en Europe orientale, en évacuant les réfugiés, en fournissant un centre de communication pour le Proche-Orient et en étant toujours à l'écoute des situations d'urgence. L'Edsall est l’un des destroyers américains qui évacue plusieurs milliers de Grecs de Smyrne, alors expulsés par les Turcs durant la Grande Catastrophe. Pendant plusieurs mois, il transporte de nombreux réfugiés fuyant la guerre, accostant à plusieurs reprises dans des ports de Turquie, Bulgarie, URSS, Grèce, Égypte, Palestine, Syrie, Tunisie, Dalmatie et Italie. L'Edsall retourne à Boston pour une révision le 26 juillet 1924. 
Il rejoint ensuite l'Asiatic Fleet le 3 janvier 1925, participant à des exercices de combat et à des manœuvres à dans la baie de Guantánamo, à San Diego et à Pearl Harbor avant d'arriver à Shanghai le 22 juin. Il opéra dorénavant depuis la côte chinoise, aux Philippines et dans l'empire du Japon. Sa mission principale était de protéger les intérêts américains en Extrême-Orient, en expansion constante depuis la fin de la guerre américano-philippine. L'Edsall sert durant la guerre civile chinoise et guerre sino-japonaise. Durant cette période, il mouille le plus souvent dans les ports de Shanghai, Chefoo, à Hankou, Hong Kong, Nankin, Kobe, Bangkok et Manille.

### Seconde Guerre mondiale
Lorsque les Japonais attaquent Pearl Harbor le 7 décembre 1941, l'Edsall stationne avec la 57e division de destroyers (DesDiv 57) au port pétrolier de Balikpapan, dans le sud-est de Bornéo. Il rejoint ensuite Singapour au sein de la force Z, embarque un officier de liaison britannique et quatre hommes du HMS Mauritius pour rechercher des survivants des HMS Prince of Wales et HMS Repulse, coulés au large de la Malaisie le 10 décembre. L'Edsall intercepte un chalutier japonais et quatre petites embarcations puis les escorte jusqu'à Singapour.
Il rejoint l'USS Houston à Surabaya afin d'escorter des navires de transport. Lors de ces missions il coule, en compagnie de trois corvettes de la Royal Australian Navy, l'I-124 japonais au large de Darwin, le 20 janvier 1942. 
Poursuivant son escorte de convois dans les eaux septentrionales de l'Australie, l’Edsall est endommagé par une explosion interne de ses charges de profondeur lors d'une attaque anti-sous-marine le 23 janvier 1942. Le 3 février, le destroyer et d’autres unités américaines rejoignent Tjilatjap, sur l’île de Java. Servant comme patrouilleur au sud de Java, il mène des patrouilles anti-sous-marine avec la vieille canonnière USS Asheville.

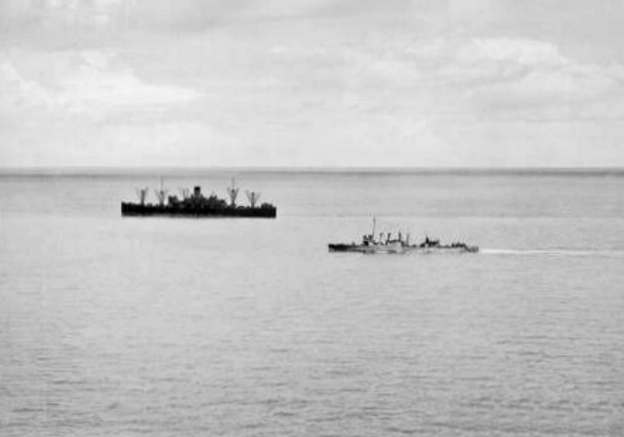
L’Edsall et le navire de transport Willard A. Holbrook au large de Java le 15 février 1942.

Le 26 février, l'Edsall et l'USS Whipple ont rejoint le porte-avions USS Langley pour la défense de Java. Le lendemain, les trois navires sont attaqués par neuf Mitsubishi G4M du service aérien de la Marine impériale japonaise ; le Langley, gravement endommagé par les bombardiers, est sabordé le lendemain. L’Edsall et l'USS Whipple secourent respectivement 177 et 308 survivants.

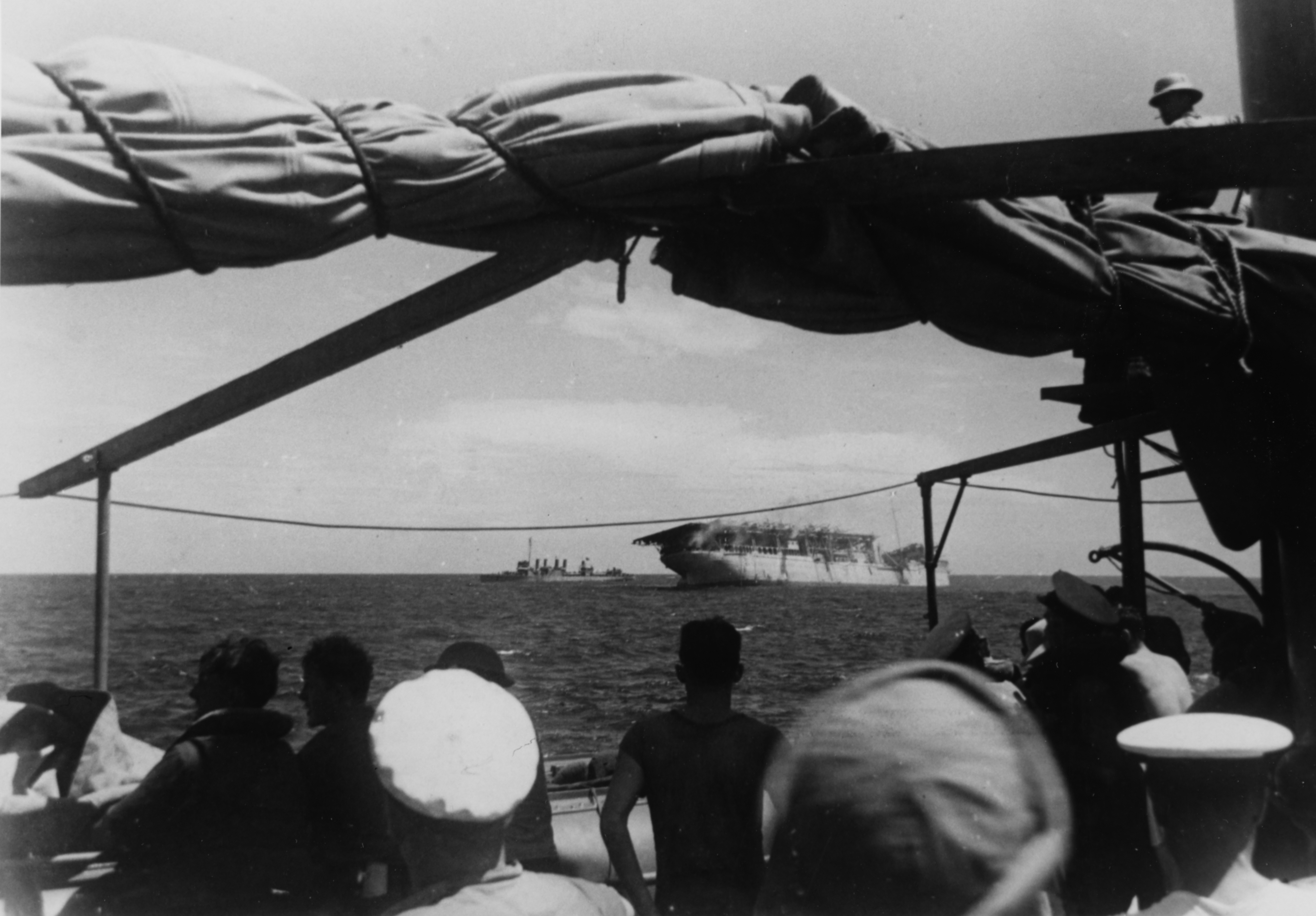
L' est abandonné après avoir été gravement endommagé. L'USS Edsall se tient à ses côtés. La photo a été prise de l' (27 février 1942).

Le 28 février, les deux destroyers rejoignent le navire citerne USS Pecos au large de Flying Fish Cove, sur l'île Christmas, à 250 km au sud-ouest de Tjilatjap. Sous la menace de l'aéronavale japonaise, les navires américains font route vers l'océan Indien malgré le mauvais temps. À l'aube du 1er mars, les hommes du Langley sont transférés sur l'USS Pecos. L'USS Whipple est dirigé vers les îles Cocos pour protéger le pétrolier Belita tandis que l'Edsall a ordre de rejoindre Tjilatjap. À 8 h 30, suivant les ordres, l'Edsall change de cap vers le nord-est afin de rejoindre Java ; le bâtiment ne sera plus jamais revu par les forces alliées.
Vers 15 h 50, il est localisé une première fois par les Japonais, une seconde fois à 16 h 15, avant d'être attaqué cinq minutes plus tard par les croiseurs de bataille japonais Hiei et Kirishima et les croiseurs lourds Chikuma et Tone. Les navires japonais tirent 1 335 obus de 356 mm et 203 mm sur le navire et ne le touchent au but qu'à deux reprises, grâce à l'habilité de son commandant, le lieutenant Nix (ce qui vaudra au navire américain d'être surnommé « la souris qui danse » par les artilleurs japonais). Ils font alors appel aux porte-avions Sōryū, Hiryū et Kaga (selon une autre source, l'Akagi prend part à l'attaque en lançant huit bombardiers), qui lancent 26 bombardiers en piqué de type 99 (Aichi D3A) répartis en trois groupes. L’Edsall est touché puis immobilisé par plusieurs bombes de 250 kg. À 17 h 22, les navires japonais prennent le relais. Un cadreur japonais, probablement sur le croiseur Tone, a filmé pendant environ 90 secondes les derniers instants du destroyer. Le navire sombre finalement vers 17 h 31 (19 h 00 selon une autre source) au milieu d'un nuage de fumée, à la position 13° 45′ S, 106° 47′ E.

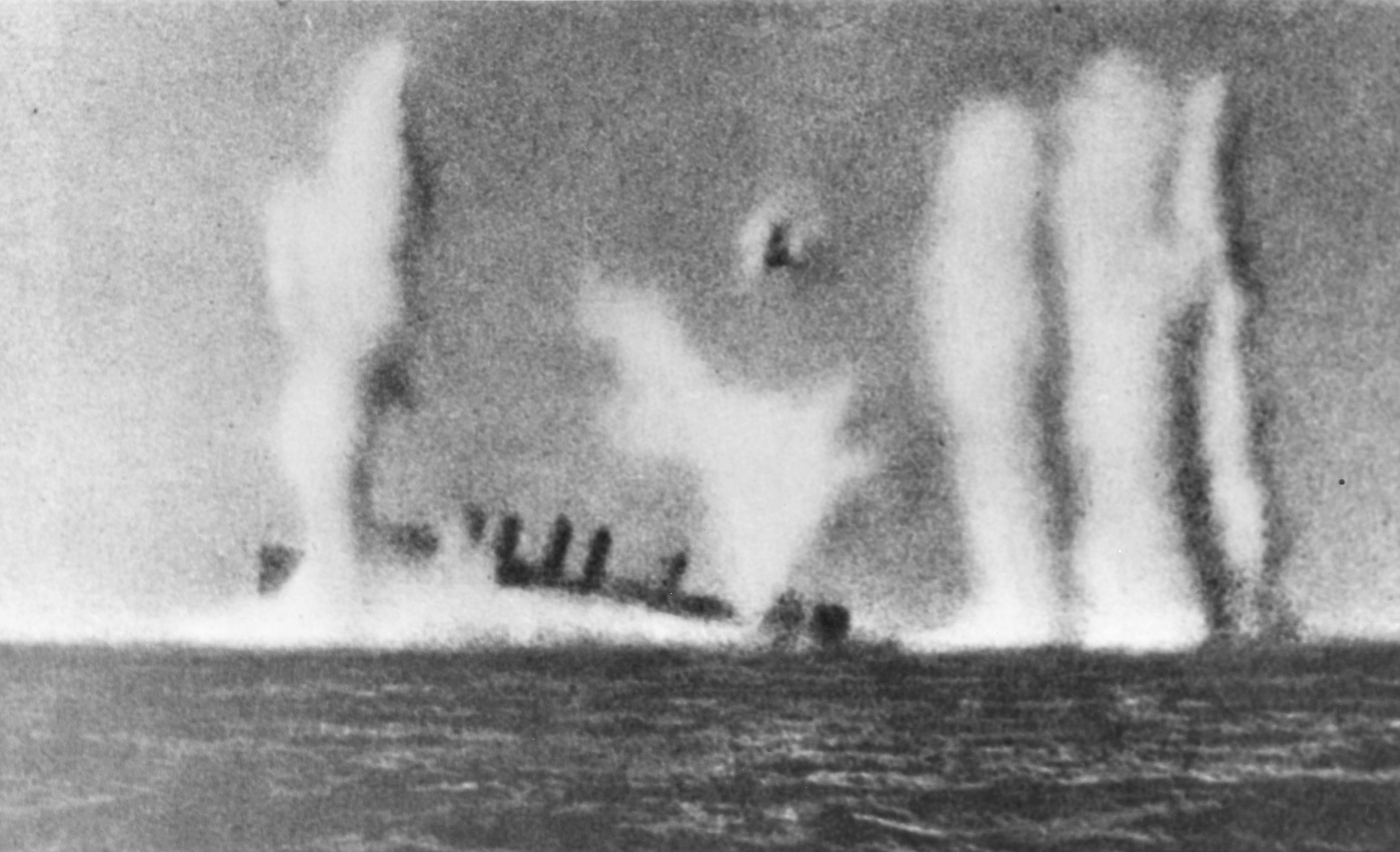
Naufrage de l'USS Edsall.

### Destin des survivants
Des officiers de la marine impériale japonaise à bord du croiseur Chikuma, de nombreuses années plus tard, ont signalé qu'un certain nombre d'hommes avaient peut-être survécu au naufrage de l'Edsall — retrouvés dans l'eau, sur des radeaux de sauvetage, des cotres, accrochés à des débris... Les Japonais nerveux ne s'étaient arrêtés qu'un instant pour en sauver une poignée avant de recevoir l'ordre de quitter la zone, laissant les autres périr dans l'océan Indien.
À bord du Chikuma, les survivants auraient été bien traités, vêtus, nourris et interrogés par leurs ravisseurs. Après quelques jours, les détails de ces interrogatoires ont été partagés avec les autres navires du Kido Butai de Nagumo pendant leur voyage du retour. Il semblerait que le croiseur Tone ait également récupéré un ou deux survivants, mais rien ne permet de le confirmer. Les Américains ont été détenus à bord du Chikuma pendant dix jours avant d'être transférés dans une base avancée des forces japonaises le 11 mars 1942.
Le 21 septembre 1946, plusieurs fosses communes ont été ouvertes dans un lieu éloigné des Indes orientales, à plus de 1 000 km de la disparition de l'USS Edsall. Dans deux tombes contenant 34 corps décapités se trouvaient les restes de six membres de l’équipage de l’Edsall, et cinq autres membres de l’USAAF du Langley, ainsi que de nombreux marins marchands javanais, chinois et néerlandais du navire de commerce néerlandais Modjokerto, coulé le même jour que le destroyer dans la même région au sud de l'île Christmas. Les dépouilles américaines ont été exhumées puis inhumées dans des cimetières américains entre décembre 1949 et mars 1950.
Les procès pour crimes de guerre menés de 1946 à 1948 concernant d'autres meurtres commis à Kendari ou à proximité par le personnel de la marine japonaise contiennent des informations fragmentaires sur les meurtres des survivants de l'Edsall, mais elles n'ont pas été reconnues comme telles par les enquêteurs alliés et n'ont jamais fait l'objet de poursuites.

## Localisation de l'épave
La marine australienne annonça en novembre 2024 avoir retrouvé l'année précédente au large de l'île Christmas, à 350 km au sud de l'île de Java, une épave d'un navire américain et l'avoir identifiée par la suite comme étant celle de l'USS Edsall.

## Décorations
L'Edsall a reçu deux battles star pour son service dans la Seconde Guerre mondiale. 

## Cas de L. Ron Hubbard
L. Ron Hubbard (1911-1986), auteur de science-fiction et fondateur de la Scientologie, a affirmé avoir servi sur l'Edsall pendant la Seconde Guerre mondiale. Après son naufrage, il aurait nagé jusqu'au rivage et aurait survécu dans la jungle en tant que seul survivant du navire. Il affirma qu'il se trouvait dans la zone lors de l'attaque de Pearl Harbor, en dépit du fait que l'Edsall avait été coulé en 1942 et que la marine américaine n’eut aucune trace de son service sur le navire. Les archives de la marine montrèrent que Hubbard était à l’entraînement à New York au moment où la guerre éclata. Il était censé être affecté aux Philippines, mais son navire a été dérouté vers l'Australie. Il provoqua la colère de l’attaché de la marine et fut relevé de ses fonctions, avant d'être renvoyé aux États-Unis.